# Virbalis
Virbalis (ryska: Veržbolovo, Вирбалис) är en ort i Litauen nära gränsen till Kaliningradenklaven.   Den ligger i kommunen Vilkaviškis District Municipality och länet Marijampolė län. Virbalis ligger 61 meter över havet och antalet invånare är 1 281.
Närmaste samhälle är Kybartai, 3,7 km väster om Virbalis. 
Freden i Melnosee medförde att området 1442 anslöts till Polen-Litauen. Därefter grundades flera bosättningar vid gränsen, och det äldsta skriftliga omnämnandet av Virbalis är från andra hälften av 1520-talet, som Nowa Wola. Under drottning Bona Sforza, gemål till Sigismund I fick orten stadsrättigheter 1593. Från Polens tredje delning 1795 till Freden i Tilsit 1809 hörde staden till provinsen Südpreussen i Preussen, och därefter till det av Napoleon tillskapade Hertigdömet Warszawa. Efter 1815 tillhörde staden det ryska kejsardömet.
År 1851 tillkom den första förbindelsen mellan det europeiska normalspårsnätet i form av Peussiska Östbanan och det ryska bredspårsnätet  i forma av järnvägen mellan Sankt Petersburg och Warszawa i närbelägna Kybartai.
Från den 16 februari 1918 tillhörde Virbalis den nyblivna staten Litauen. Fram till andra världskriget hade orten en katolsk, en luthersk och en judisk församling.
Medan grannorten Kybartai växte i betydelse under 1900-talet, föll Virbalis tillbaka i invånarantal, och orten hämtade sig inte befolkningsmässigt efter krigsårens deportationer.